# Корења-Сан Роко (Ла Специја)
Корења-Сан Роко је насеље у Италији у округу Ла Специја, региону Лигурија.
Према процени из 2011. у насељу је живело 31 становника. Насеље се налази на надморској висини од 222 м.